# 조흥은행 축구단
조흥은행 축구단은 조흥은행에서 운영했던 축구단으로 1969년 3월 19일 창단되어 실업축구 (현 내셔널리그)에서 활동하였으며 1983년 12월 해체되었다.

## 같이 보기
- 대한민국의 축구 최상위리그 우승 구단
- 대한민국 FA컵 우승 기록